# Anson Dorrance
Anson Dorrance (Bombaim, 09 de abril de 1951) é um técnico de futebol norte-americano. Ele é atualmente o técnico do time feminino da Universidade da Carolina do Norte em Chapel Hill. Dorrance é um dos técnicos mais bem sucedidos da história do futebol nos Estados Unidos. Sob seu comando as Tar Heels ganharam 21 dos 31 campeonatos de futebol feminino da NCAA já disputados. O recorde das Tar Heels sob o comando de Dorrance é de 719 vitórias, 39 empates e 24 derrotas (.935 de porcentagem de vitória) em 33 temporadas até 9 de setembro de 2011. Ele também liderou o time em uma sequência de 101 jogos sem derrotas e dirigiu 13 jogadoras que venceram um total de 20 prêmios de "Melhor Jogadora do Ano". A NCAA reconheceu Dorrance como melhor técnico de futebol feminino em sete ocasiões (1982, 1986, 1997, 2000, 2001, 2003 and 2006) e melhor técnico de futebol masculino em uma ocasião (1987). Em 10 de março de 2008, Dorrance foi incluído no "Hall da Fama do Futebol norte-americano".

## Início de vida
Dorrance nasceu em Bombaim, Índia em 09 de abril de 1951, filho de um executivo de petróleo norte-americano. Ele cresceu se mudando com sua família para diversas cidades da Europa e da África. De todos os lugares em que ele viveu, três tiveram especial influência em sua vida posterior. Adis Abeba na Etiópia onde ele conheceu sua futura esposa, M'Liss Gary, a filha de um adido da Força Aérea dos Estados Unidos na Etiópia. Quénia, que segundo Dorrance foi onde ele conheceu e desenvolveu seu amor pelo futebol e finalmente, a Suíça onde ele estudou no "Villa St. Jean International School" em Friburgo, se graduando em 1969. 
Depois de se graduar, Dorrance se mudou para os Estados Unidos e frequentou a "St Mary's University" em San Antonio, Texas. Depois de um semestre ele se transferiu para a Universidade da Carolina do Norte em Chapel Hill. Seu amor pelo futebol fez com que ele entrasse para o time de futebol da universidade, à época dirigido por Marvin Allen, onde ele foi incluído três vezes no time dos melhores da ACC. Em 1974, ele se graduou com um Bacharelado em Inglês e Filosofia. Naquele mesmo ano ele também se casou com sua namorada de infância, M'Liss Gary.
Sob a influência de seu pai, Dorrance ingressou no curso de direito da Universidade Central da Carolina do Norte em 1976, posteriormente se transferindo para a Escola de Direito da Universidade da Carolina do Norte em Chapel Hill. Nesse mesmo ano, o técnico Marvin Allen o convenceu a sucedê-lo no cargo de técnico do time de futebol masculino da Universidade da Carolina do Norte em Chapel Hill. Entre 1977 e 1988, Dorrance bateu o recorde de vitórias com o time, 175 vitórias, 65 empates e 21 derrotas. Seu maior sucesso com o time masculino veio em 1987, quando ele levou a equipe à vitória no campeonato da Atlantic Coast Conference e ao quadrangular final da NCAA. No mesmo ano, ele foi eleito melhor técnico de futebol masculino do ano pela NCAA.

## Time feminino da Universidade da Carolina do Norte
Em 1979, A UCN estendeu as funções de Dorrance para incluir o recém criado time de futebol feminino. Ele se tornou assim, técnico das equipes feminina e masculina ao mesmo tempo. Foi esse evento que colocou Dorrance sob os holofotes. Em dois anos, ele levou o time feminino ao título da "Association for Intercollegiate Athletics for Women" (AIAW) de 1981. Quando Dorrance assumiu o time feminino da UCN, a NCAA não tinha um campeonato de futebol feminino. Quando a NCAA não mostrou interesse em estabelecer um, Dorrance se juntou ao técnico da Universidade do Colorado e convenceram a AIAW a criar um campeonato de futebol feminino. Devido ao pioneirismo da AIAW, a NCAA finalmente foi forçada a reconhecer o futebol feminino e a criar um campeonato para a modalidade. As Tar Heel de Dorrance então dominaram o esporte. Elas ganharam todos os campeonatos entre 1982 e 1984 e novamente depois entre 1986 e 1994. Depois de vencer o campeonato da NCAA de 2009, as Tar Heel tinham vencido 22 campeonatos nacionais, incluindo 21 dos 29 campeonatos da NCAA.
O sucesso de Dorrance vem de vários de seus atributos inter relacionados. Primeiramente, ele tem um "bom olho" para recrutar atletas talentosos. Relacionado a isso, está sua ênfase em competitividade. No inicio de sua carreira como técnico de futebol feminino, ele notou que as mulheres pareciam ter uma certa inibição em competir abertamente por posições no time. Ele decidiu então, desenvolver uma ambiente na UCN em que as jogadoras eram recompensadas por seu desejo de vencer. Dorrance, também notou que mulheres tendem a jogar melhor em times que tem um atmosfera mais focada no relacionamentos entre as jogadoras.
Dorrance conseguiu desenvolver em suas jogadoras essa agressividade e competitividade, criando ao mesmo tempo um ambiente quase familiar no time. Mia Hamm em um artigo de 1998 para a Sports Illustrated disse: "Eu cresci sempre sendo boa em esportes, mas sendo uma garota, nunca me foi permitido me sentir tão bem com isso quanto é permitido aos garotos. Minha dureza não era celebrada. Então eu vim para cá e era 'OK' querer ser a melhor".

## Técnico da Seleção Feminina
Seu sucesso na Universidade da Carolina do Norte o levou a Seleção de Futebol Feminino dos Estados Unidos em 1986. Ao aceitar o emprego, Dorrance enviou uma carta às jogadoras contendo um aviso severo: "Se você não vier em forma, será cortada!". Ele conseguiu conciliar seu trabalho na seleção e na UNC. Em um caso extremo, ele deixou seu Técnico Assistente, Bill Palladino, dirigindo as jogadoras da UCN no jogo que levou a equipe a conquistar o Campeonato da NCAA de 1991, enquanto ele próprio liderava a Seleção norte-americana ao título da Copa do Mundo de Futebol Feminino de 1991. Nesse torneio, os Estados Unidos ganharam a primeira Copa do Mundo de Futebol Feminino jogada na China. Quando Dorrance encerrou sua passagem pela Seleção em 1994, ele tinha um recorde acumulado de 66 vitórias, 22 empates e apenas 5 derrotas e tinha dirigido algumas das melhores jogadoras do mundo como Michelle Akers, Mia Hamm e Kristine Lilly. Em maio de 2005, Dorrance foi eleito membro do "Hall da Fama dos Esportes da Carolina do Norte".

## Casos judiciais
Em 1998, a ex-jogadora de futebol Melissa Jennings processou Dorrance for assédio sexual. Ele tinha acabado de cortar ela do time. A principio, o processo pareceu ser uma retaliação contra Dorrance. Contudo, logo depois, Debbie Keller Hill, uma ex-capitã do time se juntou ao processo. Em outubro de 2004, o juiz N. Carlton Tilley, Jr. encerrou o processo de seis anos alegando que "o comportamento em julgamento não constitui assédio sexual severo, penetrante ou objetivamente ofensivo". Em abril de 2006, um painel de apelação constituído por três juízes federais decidiu (por um placar de 2-1) não reverter a decisão de N. Carlton Tilley, Jr. Jennings apelou a corte federal em outubro de 2006. Antes disso, ela já tinha chegado a um acordo com a universidade no valor de US$70,000. Em 9 de abril de 2007, a Quarta Corte de Apelação permitiu que Jennings prosseguisse com seu caso contra Dorrance e um outro oficial da Universidade. O juiz M. Blane escreveu na decisão majoritária que a conduta de Dorrance "foi muito além de simples provocação" e qualificou-o como "assédio sexual".
Em 1 de outubro de 2007, A Suprema Corte dos Estados Unidos se negou a aceitar uma petição do escritório do Advogado Geral do estado para ouvir o caso de uma menina de 9 anos que havia processado a Universidade da Carolina do Norte em Chapel Hill e seu técnico de futebol feminino, Anson Dorrance, por assédio sexual. Com isso a decisão da Quarta Corte de Apelação permaneceu valendo e o caso poderia ir a julgamento. Em 14 de janeiro de 2008, as partes chegaram a um acordo e Jennings recebeu US$385,000. A Universidade também concordou em rever suas regras e políticas em relação a assédio sexual. Dorrance também redigiu um pedido oficial de desculpas à jogadora, à sua família e ao time, admitindo que seus comentários foram inapropriados.